# 奧古爾扎島
奧古爾扎島（土庫曼語：Ogurja/Ogurga Ada），俄名奧古爾欽斯基島（俄語：Огурчинский），為土庫曼斯坦與裏海的最大島嶼。島長約42千米，最大寬度僅1.5千米，面積為45平方千米。东临土库曼湾，北距切列肯半岛17千米。島嶼表面為低矮的沙丘，長有灌木和雜草。
據《土庫曼地名詞典》，十四世紀末左右，曾有一土庫曼部落在切列肯地區建立定居點，該部落名為「奧古爾扎里」，字面意為「衝闖民族」、「海上劫掠者」。十五至十七世紀時，該部落成員常在裏海上劫掠波斯商船的鹽和黃金，奧古爾扎島成為這些海盜的一處隱蔽地。
另一說該島名稱來自俄文「огурец（黃瓜）」一詞，係因島嶼輪廓細長，形似黃瓜。
奧古爾扎島東側的土庫曼灣已被生物多样性公约缔约方確定為具有重要生态或生物意义的海洋区域，擁有獨特的綜合生物多樣性。裏海海豹等動物繁衍棲息於此。

## 圖集

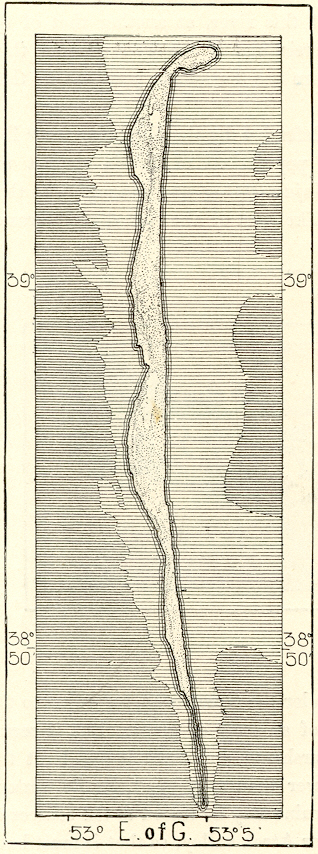
俄國十九世紀繪製的該島地圖
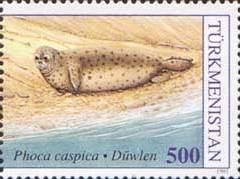
土庫曼斯坦發行的裏海海豹郵票